# Лапцуй Леонід Васильович
Лапцуй Леонід Васильович (28 лютого 1929 — 14 лютого 1982, Салехард) — ненецький письменник.
Народився в Ямальській тундрі поблизу озера Ярото в сім'ї оленяра-батрака в 1929 році (за іншим даними — в 1932). З 10 років Лапцуй працював оленярем. У 1951 році закінчив семирічну школу в селищі Новий Порт, а через 3 роки медичне училище в Салехарді, здобувши спеціальність фельдшера. Паралельно працював перекладачем у газеті «Красный Север». З 1954 по 1956 рік навчався в Москві в Центральній комсомольській школі при ЦК ВЛКСМ. Після цього працював у комсомольських та партійних установах Ямало-Ненецького АО. У 1963 році Лапцуй закінчив Вищу партійну школу при ЦК КПРС і знову працював на керівних посадах у Ямало-Ненецькому АО. В 1974 році став редактором ненецької газети «Няръяна Ӈэрм» і залишався ним до самої смерті.
У 1962 році написав своє перше оповідання «В снегах песцовых», яке схвалив один з перших ненецьких письменників І. Г. Істомін. Незабаром Лапцуй опублікував у місцевих та обласних газетах, а також у журналі «Літературне життя» ще ряд своїх оповідань. В оповіданнях описується життя ненців, природа і повсякденне життя Ямалу. Пізніше його оповідання з'являються в журналах «Сибирские огни», «Дружба народов» та ін., видаються окремими виданнями. У 1964 році прийнятий до спілки письменників СРСР.
Переклав ненецькою «Заповіт» Тараса Шевченка (опубліковано року 1989).
Іменем Лапцуя названо Салехардське культурно-освітнє училище.

## Видання російською мовою
- Победившие смерть. Свердловск, 1976
- На севере — утро. М., Советский писатель, 1977
- Радуга жизни. М., Советская Россия, 1978
- Эдейка. Свердловск, 1878
- В краю оленьих троп. Л., Художественная литература, 1982
- На оленьих тропах. Свердловск, 1982
- Тёр. М., Современник, 1984
- Олений бег. М., Советская Россия, 1986
- Слово старшего.